# Греченков, Пётр Афанасьевич
Пётр Афана́сьевич Греченко́в (1915—1994) — советский воин-артиллерист и офицер-пехотинец в Великой Отечественной войне, Герой Советского Союза (15.05.1946). Лейтенант.

## Биография
Пётр Греченков родился 25 июня 1915 года в деревне Гольтяево (ныне — Арсеньевский район Тульской области) в крестьянской семье. Окончил Арсеньевскую неполную среднюю школу. Работал в колхозе в родном селе. С начала 1930-х годов проживал в Москве, работал на строительстве Московского метрополитена. В 1935—1937 годах проходил службу в Рабоче-крестьянской Красной Армии. В первый же день Великой Отечественной войны Греченков был повторно призван в армию и направлен на фронт. Участвовал в Смоленском сражении, битве за Москву, Ржевско-Сычёвской операции. В ноябре-декабре 1942 года занимался разведкой немецких позиций и корректировкой артиллерии на Западном фронте, 4 декабря 1942 года был ранен в бою. В октябре 1944 года Греченков окончил Кемеровское пехотное училище и вернулся на фронт. 
К апрелю 1945 года лейтенант Пётр Греченков командовал стрелковым взводом 674-го стрелкового полка 150-й стрелковой дивизии 79-го стрелкового корпуса 3-й ударной армии 1-го Белорусского фронта. Отличился во время Берлинской операции.
16 апреля 1945 года в районе населённого пункта Гросс-Нойендорф взвод Греченкова ворвался во вражеские траншеи, а затем отбил несколько контратак противника. Когда один из немецких танков обошёл рубеж обороны с фланга, Греченков с фаустпатроном выдвинулся навстречу танку и уничтожил его. Действия Греченкова способствовали отражению контратаки. 29 апреля 1945 года, заменив собой командира роты, на подручных средствах Греченков переправился через Шпрее и вышел к рейхстагу. 30 апреля 1945 года рота Греченкова одной из первых ворвалась внутрь рейхстага и приняла бой с его гарнизоном.
Указом Президиума Верховного Совета СССР от 15 мая 1946 года за «образцовое выполнение боевых заданий командования и проявленные мужество и героизм в боях с немецкими захватчиками» лейтенант Пётр Греченков был удостоен высокого звания Героя Советского Союза с вручением ордена Ленина и медали «Золотая Звезда» за номером 5819.
После окончания войны продолжил службу в Советской Армии. Служил командиром роты в 28-м стрелковом полку Московского военного округа, с 1948 года — командиром роты 1-го отдельного строительного полка (Москва). В 1950 году окончил курсы при Военном аэродромно-строительном училище. С июня 1953 года командовал ротой и одновременно был прорабом 125-го военно-строительного полка на строительстве № 247 МВД СССР (посёлок Челябинск-39), с июня 1953 года был командиром роты - прорабом 125-го военно-строительного полка на строительстве № 247 Министерства внутренних дел СССР (в 1954 году полк переведён в состав строительного управления № 566 Южноуральского управления строительства). Строил объекты атомной отрасли СССР в Карабаше и Озёрске. с марта 1955 года командовал взводом 3-го отдельного инженерно-строительного управления в Москве. В 1956 году в звании лейтенанта Греченков был уволен в запас.
Проживал и работал в Москве. Скончался 24 ноября 1994 года, похоронен на Николо-Архангельском кладбище.

## Награды
- Герой Советского Союза (15.05.1946)
- Орден Ленина (15.05.1946)
- Ордена Отечественной войны 1-й (11.03.1985) и 2-й (3.04.1945) степеней
- Орден Красной Звезды (4.12.1942)
- Медаль «За взятие Берлина»
- Медаль «За освобождение Варшавы»
- Ряд других медалей

## Память
- Почётный гражданин посёлка Арсеньево и Арсеньевского района Тульской области[2].
- У Мемориала «Вечный огонь» в Озёрске установлена памятная плита П. А. Греченкову[5].